# هیدروکسیل‌آمونیوم نیترات
هیدروکسیل‌آمونیوم نیترات (به انگلیسی: Hydroxylammonium nitrate) با فرمول شیمیایی H۴N۲O۴ یک ترکیب شیمیایی با شناسه پاب‌کم ۲۶۰۴۵ است. که جرم مولی آن ۹۶٫۰۴ g/mol می‌باشد. 